# كومبا يالا
كومبا يالا (بالفرنسية: Kumba Ialá)‏ ولد في 15 مارس 1953 توفي 4 أبريل 2014، سياسي من غينيا بيساو كان رئيسًا من 17 فبراير 2000 حتى تم خلعه في انقلاب عسكري غير دموي في 14 سبتمبر 2003. كان ينتمي إلى شعب بالانتا وكان مؤسس رئيس حزب التجديد الاجتماعي (PRS). في عام 2008 اعتنق الإسلام، واتخذ اسم محمد يالا إمبالو. في عام 2014، توفي يالا بسبب توقف القلب.

## وفاته
قال بيان صادر عن المستشفى أن كومبا يالا توفي في 34 أبريل 2014 نتيجة أزمة قلبية مفاجئة.